# Clio Maria Bittoni

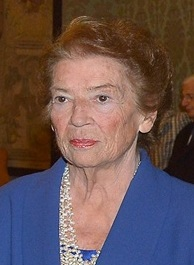
Clio Bittoni Napolitano

Clio Maria Bittoni (Chiaravalle, 10 de novembro de 1934 – Roma, 10 de setembro de 2024) foi uma jurista italiana e esposa de Giorgio Napolitano, ex-presidente da Itália.

## Biografia
Clio Maria Bittoni nasceu em Chiaravalle, Ancona, a 10 de novembro de 1934. Ela formou-se em direito pela Universidade de Nápoles em 1958. Após a formatura, casou-se com Giorgio Napolitano em 1959 e estabeleceu-se em Roma. Eles tiveram dois filhos.

## Morte
Maria morreu no dia 10 de setembro de 2024, aos 89 anos.